# Heiko Antons
Heiko Antons (* 8. November 1951 in Hertingen) ist ein ehemaliger deutscher Eishockeyspieler, der für die Düsseldorfer EG und den EC Deilinghofen in der Bundesliga aktiv war. Mit der DEG wurde der Verteidiger zweimal Deutscher Meister. Als Nationalspieler nahm er an den Olympischen Winterspielen 1972 teil.

## Karriere
Zu Beginn seiner Karriere im Herrenbereich stieg Heiko Antons in der Saison 1968/69 mit dem ERC Westfalen Dortmund in die damals zweitklassige Oberliga auf. Zur Saison 1970/71 erhielt er zudem einen Vertrag bei der Düsseldorfer EG aus der Bundesliga, bei der er anschließend den Großteil seiner Karriere verbrachte. In den Jahren 1972 und 1975 wurde er mit der DEG Deutscher Meister, hinzu kamen zwei Vizemeisterschaften in den Jahren 1971 und 1973.
Nach sieben Jahren wechselte er zur Saison 1977/78 innerhalb der Bundesliga zum Aufsteiger EC Deilinghofen. Ab 1979 war er dann für den ERC Westfalen Dortmund und den EC Ratingen in unteren Ligen aktiv, ehe er 1987 seine Karriere beendete.

### International
Durch seine Leistungen in seinen Anfangsjahren in Dortmund machte er den Deutschen Eishockey-Bund (DEB) auf sich aufmerksam, der den Verteidiger für die U19-Junioren-Europameisterschaft 1970 nominierte. Mit der A-Nationalmannschaft nahm er zwei Jahre später an den Olympischen Winterspielen 1972 teil, bei denen die BRD den siebten Platz belegte. Auch in den folgenden Jahren wurde er noch vereinzelt für Länderspiele nominiert.

## Erfolge und Auszeichnungen
| - 1969 Aufstieg in die Oberliga mit dem ERC Westfalen Dortmund - 1972 Deutscher Vizemeister mit der Düsseldorfer EG - 1972 Deutscher Meister mit der Düsseldorfer EG - 1973 Deutscher Vizemeister mit der Düsseldorfer EG | - 1975 Deutscher Meister mit der Düsseldorfer EG - 1982 Aufstieg in die Regionalliga mit dem ERC Westfalen Dortmund - 1985 Regionalliga-Meister und Aufstieg in die Oberliga mit dem EC Ratingen |

## Karrierestatistik

### International
Vertrat Deutschland bei:
- U19-Junioren-Europameisterschaft 1970
- Olympische Winterspiele 1972

(Legende zur Spielerstatistik: Sp oder GP = absolvierte Spiele; T oder G = erzielte Tore; V oder A = erzielte Assists; Pkt oder Pts = erzielte Scorerpunkte; SM oder PIM = erhaltene Strafminuten; +/− = Plus/Minus-Bilanz; PP = erzielte Überzahltore; SH = erzielte Unterzahltore; GW = erzielte Siegtore; 1 Play-downs/Relegation; Kursiv: Statistik nicht vollständig)

## Persönliches
Nach seinem Karriereende praktizierte Heiko Antons als Zahnarzt in Ratingen. Sein Sohn Nils Antons war ebenfalls professioneller Eishockeyspieler und lief unter anderem einige Jahre in der Deutschen Eishockey Liga (DEL) auf.